# モンパルナス墓地

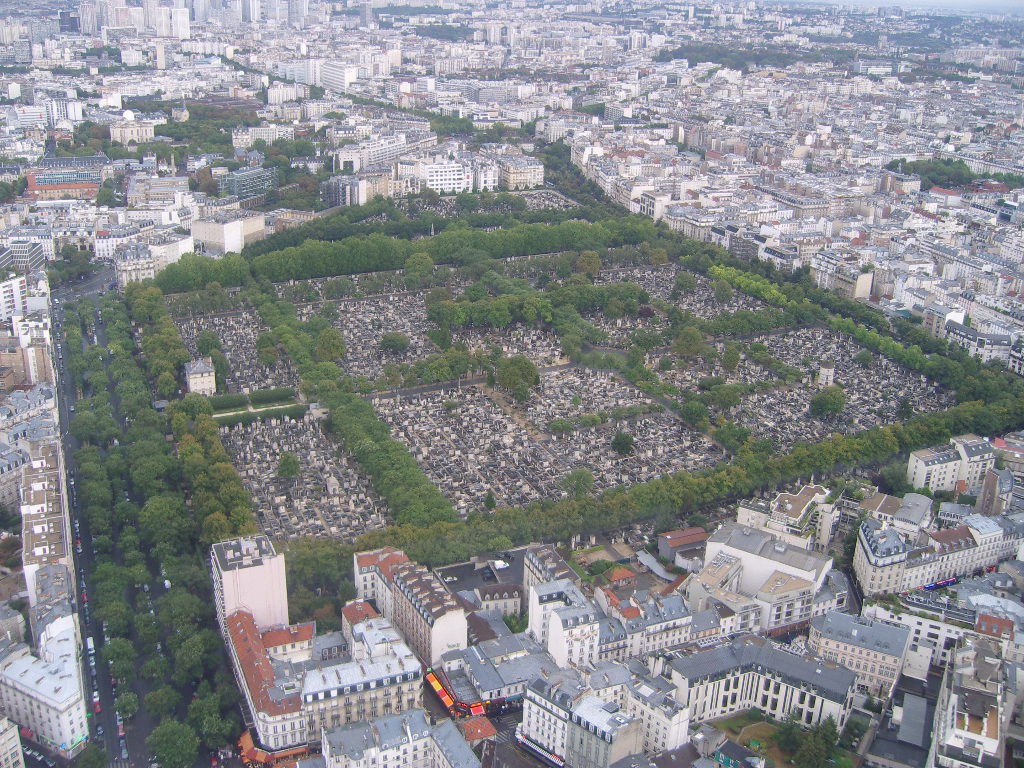
上空から眺めたモンパルナス墓地

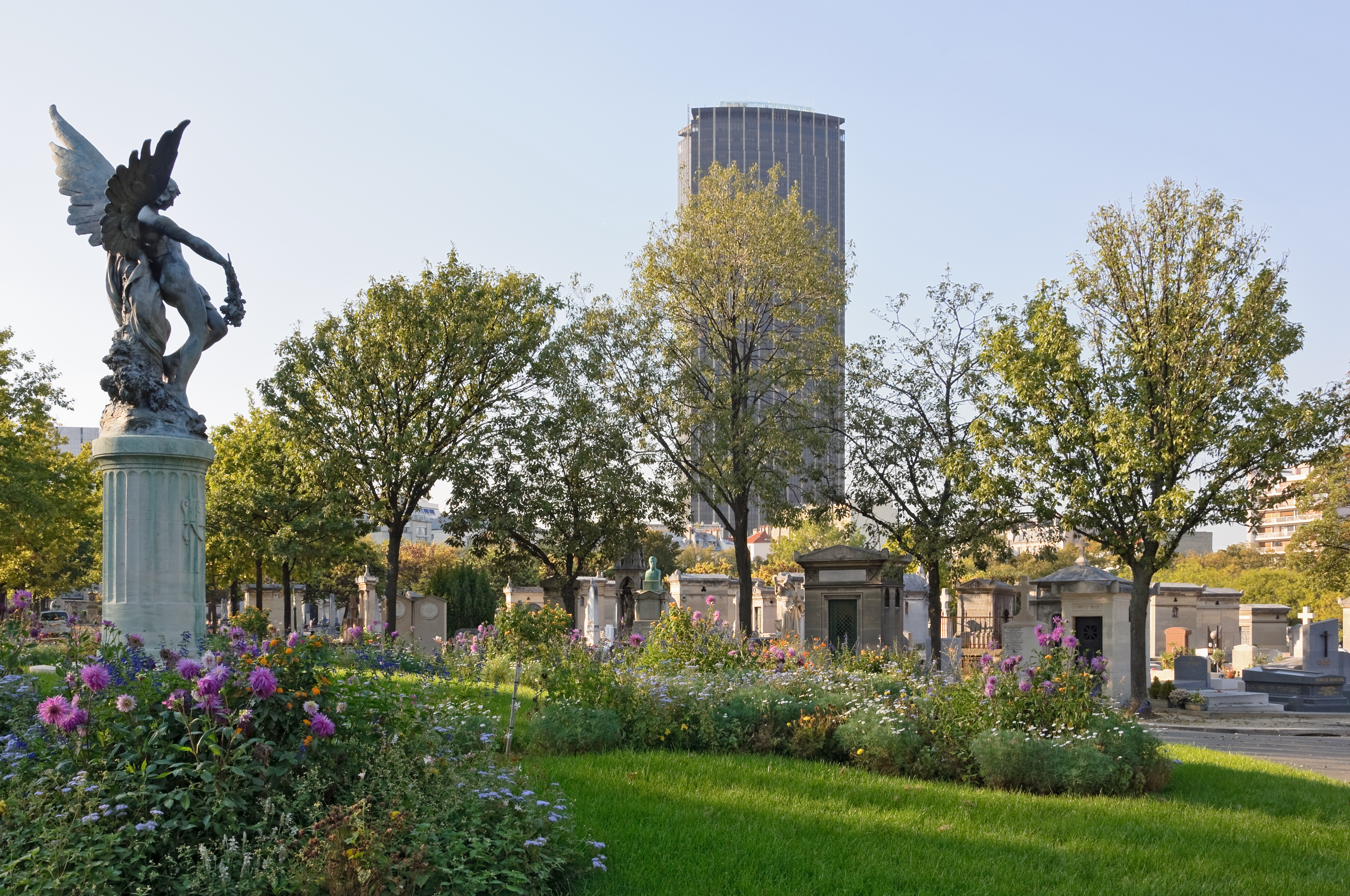
モンパルナス墓地

モンパルナス墓地 (Cimetière du Montparnasse) はフランスのセーヌ川左岸パリ南部、モンパルナスにある墓地。墓地はパリ14区に位置する。1824年に設置された墓地で、パリに複数存在する墓地の中でも有名な墓地のひとつ。
各界の著名人が埋葬されており、入り口の事務所でお墓の地図がもらえる。

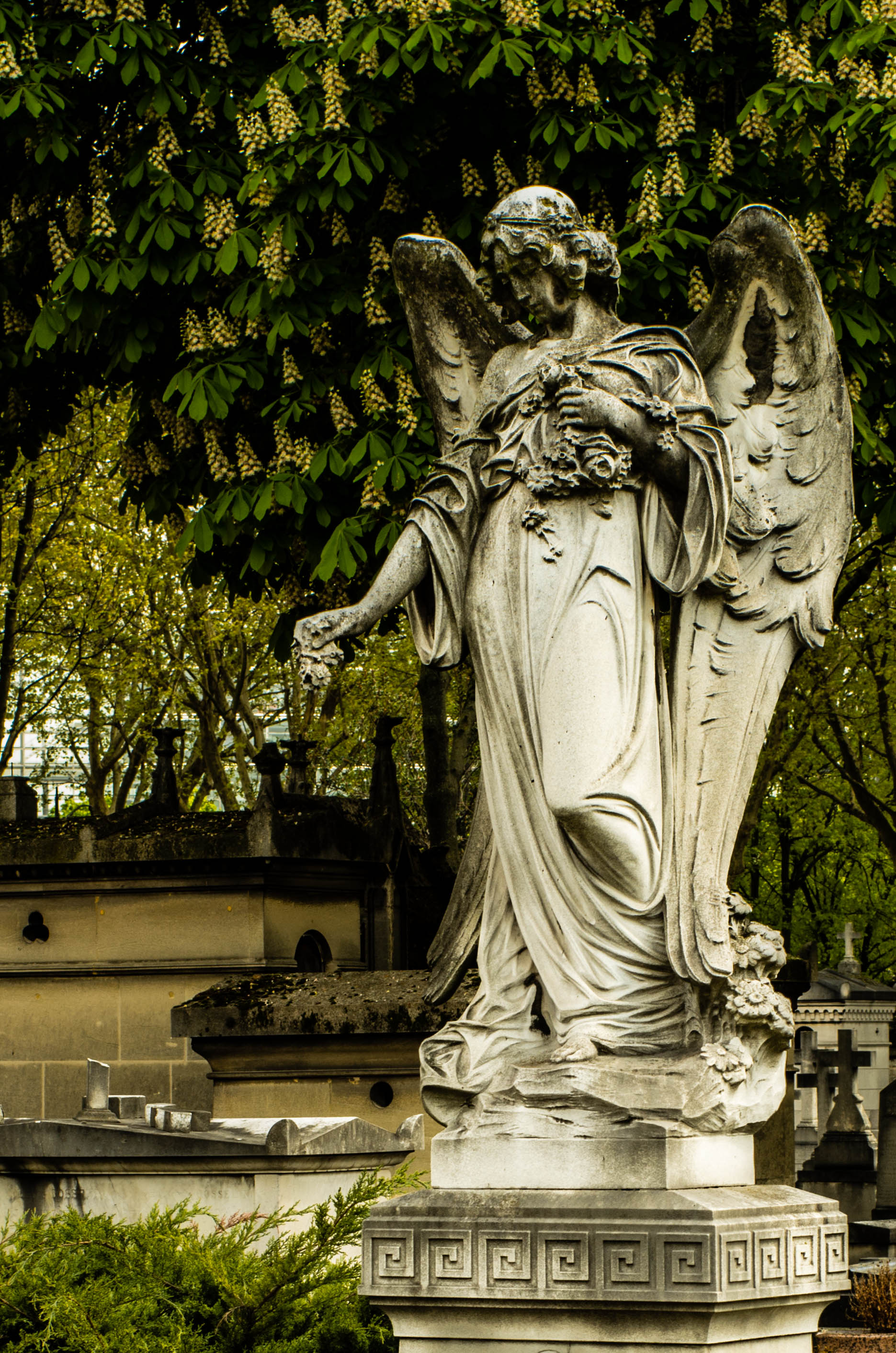
赦しの天使 (2013年5月)

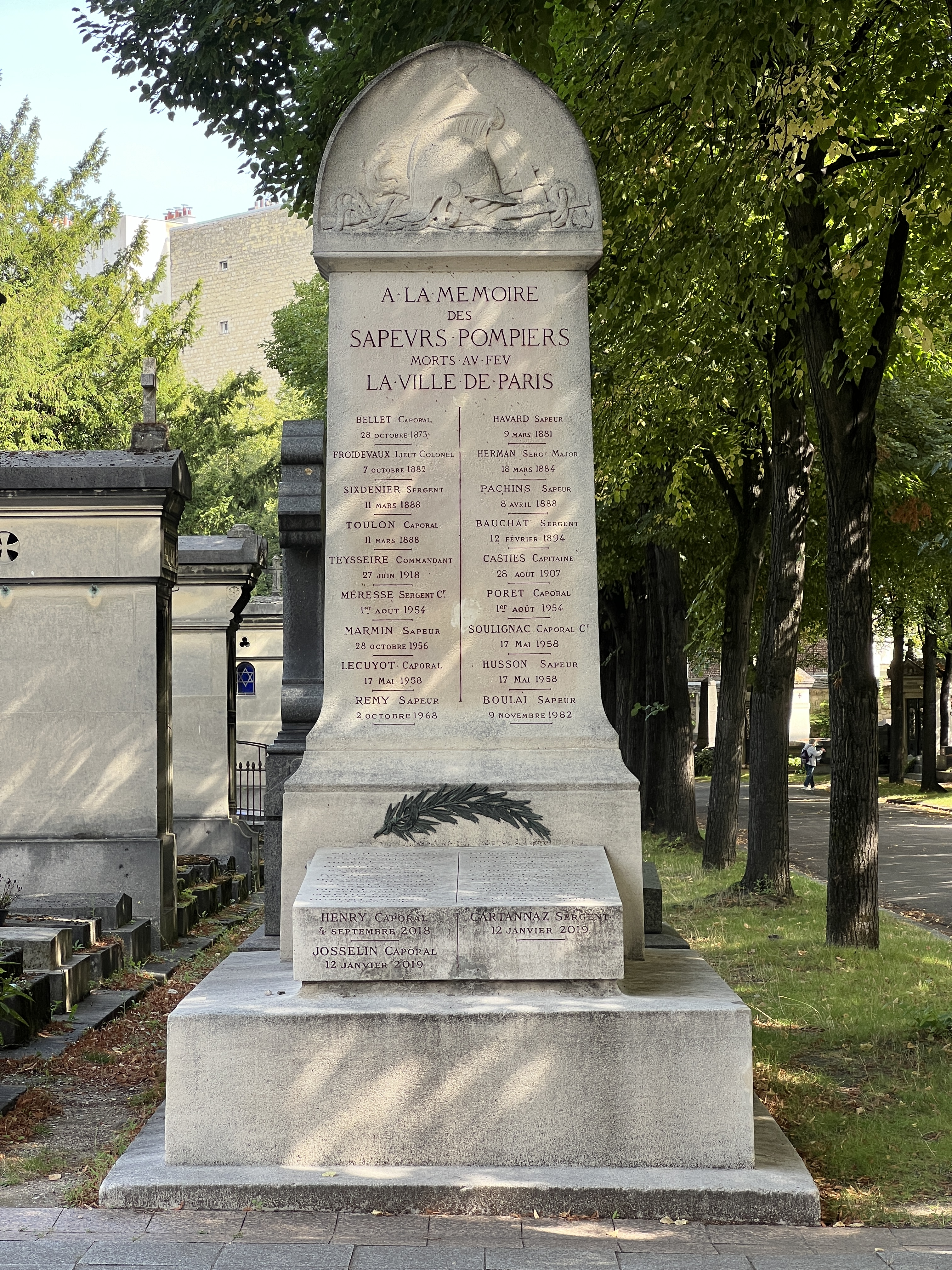
殉職した消防士の祈念碑 (2024年)

## 埋葬されている著名人
およそ19ヘクタールの敷地には、隣り合わせに埋葬されているサルトルとボーヴォワールをはじめとした著名人たちの墓地がある。以下に一覧として抜粋する。
- アレクサンドル・アレヒン - ロシアのチェスプレーヤー
- レイモン・アロン - 社会学者
- ウジェーヌ・イヨネスコ - 劇作家[7]
- ジャン＝アントワーヌ・ウードン - 彫刻家
- ヴィセンテ・ウラビエタ - 画家
- ピエール＝ジュール・エッツェル - 編集者、小説家
- ジョルジュ・オーリック - 作曲家
- ロジェ・カイヨワ - 作家[8]
- エヴァリスト・ガロア - 数学者、革命家
- 潘玉良 - 中国の画家
- アレクサンドル・ギルマン - オルガニスト、作曲家
- アントワーヌ・オーギュスタン・クールノー - 経済学者、数学者
- アドルフ・クレミュー - 政治家
- シャルル・クロス - 詩人、発明家
- ジョゼフ・ケッセル - 小説家
- セルジュ・ゲンスブール - 歌手、作曲家[5]
- オシップ・ザッキン - 彫刻家[5]
- 鮫島尚信 - 明治初期の駐仏特命全権公使
- ジャン＝ポール・サルトル - 作家、哲学者[5]
- カミーユ・サン＝サーンス - 作曲家
- シャルル＝オーギュスタン・サント＝ブーヴ - 文芸評論家
- エマニュエル・シャブリエ - 作曲家
- ジャック・シラク - 政治家
- シャイム・スーティン - 画家[5]
- スーザン・ソンタグ - アメリカの作家、知識人
- ヴァンサン・ダンディ - 作曲家、指揮者
- ポルフィリオ・ディアス - メキシコの軍人、政治家
- オーギュスタン・ティエリ - 歴史家
- マルグリット・デュラス - 作家[5]
- エミール・デュルケーム - 社会学者
- ジャック・ドゥミ - 映画監督[9]
- アルフレッド・ドレフュス - 軍人[10]
- マックス・ノルダウ - シオニズム指導者
- フィリップ・ノワレ - 俳優
- クララ・ハスキル - ピアニスト[11]
- セザール・バルダッチーニ - 彫刻家
- フレデリク・バルトルディ - 彫刻家
- テオドール・ド・バンヴィル - 詩人、劇作家
- ダニエル・ヴィエルジュ - 画家
- ルイ・ヴィエルヌ - 作曲家、オルガニスト
- アンリ・フェリックス・エマニュエル・フィリッポトー - 画家
- ポール・ドミニク・フィリッポトー - 画家
- ジュール・フェラ - 画家
- セザール・フランク - 作曲家
- ピエール・ジョゼフ・プルードン - 思想家、アナーキスト
- サミュエル・ベケット - アイルランド人劇作家、小説家[12]
- シモン・ペトリューラ - ウクライナの民族主義者
- シモーヌ・ド・ボーヴォワール - 作家、哲学者[5]
- ジャン・ボードリヤール - 哲学者
- シャルル・ボードレール - 詩人[5]
- アンリ・ポアンカレ - 数学者
- ルネ・マイエール - 政治家
- ガストン・マスペロ - 考古学者
- カチュール・マンデス - 詩人
- モーリス・クーヴ・ド・ミュルヴィル - 外交官、政治家
- ギ・ド・モーパッサン - 作家[5]
- クロード・モーリアック - 作家、ジャーナリスト
- ジョリス＝カルル・ユイスマンス - 作家
- ピエール・ラルース - 百科事典編集者
- ジャン＝ピエール・ランパル - フルート奏者
- ピエール・ルイス - 詩人
- シャルル＝マリ＝ルネ・ルコント・ド・リール - 詩人[13]
- ピエール・エミール・ルバスール - 経済学者、地理学者
- ユルバン・ルヴェリエ - 天文学者
- モーリス・ルブラン - 小説家
- マン・レイ - 写真家[5]
- アンドレ・ロート - 画家
- オスカル・ロティ - 彫刻家

## 交通
- メトロ4号線、6号線ラスパイユ(Raspail)下車
- メトロ6号線エドガー・キネ(Edgar Quinet)下車

墓地の中央門は北側エドガー・キネ通りに面している。

## ギャラリー
- アレクサンドル・アレヒン
- アレクサンドル・ギルマン
- オーギュスタン・ティエリ
- シモーヌ・ド・ボーヴォワール
- ジャック・ドゥミ
- シャルル・クロス
- シャルル・ボードレール
- ジャン＝ポール・サルトル
- シャイム・スーティン
- ジョリス＝カルル・ユイスマンス
- スーザン・ソンタグ
- セザール・フランク
- セルジュ・ゲンスブール
- ピエール＝ジュール・エッツェル
- ピエール・ラルース
- マルグリット・デュラス
- マン・レイ
- ルイ・ヴィエルヌ
- シャルル＝マリ＝ルネ・ルコント・ド・リール
- ユルバン・ルヴェリエ